# Predavac
Predavac falu Horvátországban Belovár-Bilogora megyében. Közigazgatásilag Rojcsához tartozik.

## Fekvése
Belovártól légvonalban 6, közúton 7 km-re északnyugatra, községközpontjától 4 km-re keletre, Rojcsa és Belovár között, a Bilo-hegység lejtőin fekszik.

## Története
A több évtizedes török uralom után a területre a 17. századtól folyamatosan telepítették be a keresztény lakosságot. A település 1774-ben az első katonai felmérés térképén a falu „Dorf Predavecz” néven szerepel. A település katonai közigazgatás idején a kőrösi ezredhez tartozott.
A település Lipszky János 1808-ban Budán kiadott repertóriumában „Predavecz” néven szerepel.
Nagy Lajos 1829-ben kiadott művében „Predavecz” néven 77 házzal, 399 katolikus és 20 ortodox vallású lakossal találjuk.
A katonai közigazgatás megszüntetése után Magyar Királyságon belül Horvátország részeként, Belovár-Kőrös vármegye Belovári járásának része volt. A településnek 1857-ben 627, 1910-ben 820 lakosa volt. Az 1910-es népszámlálás szerint lakosságának 69%-a horvát, 24%-a cseh, 5%-a szerb anyanyelvű volt. 1918-ban az új szerb-horvát-szlovén állam, majd később Jugoszlávia része lett. 1941 és 1945 között a németbarát Független Horvát Államhoz, majd a háború után a szocialista Jugoszláviához tartozott. 1991-től a független Horvátország része. 1991-ben lakosságának 93%-a horvát nemzetiségű volt. 2011-ben a településnek 1.254 lakosa volt.

## Lakossága
| Lakosság változása | Lakosság változása | Lakosság változása | Lakosság változása | Lakosság változása | Lakosság változása | Lakosság változása | Lakosság változása | Lakosság változása | Lakosság változása | Lakosság változása | Lakosság változása | Lakosság változása | Lakosság változása | Lakosság változása | Lakosság változása |
| ------------------ | ------------------ | ------------------ | ------------------ | ------------------ | ------------------ | ------------------ | ------------------ | ------------------ | ------------------ | ------------------ | ------------------ | ------------------ | ------------------ | ------------------ | ------------------ |
| 1857               | 1869               | 1880               | 1890               | 1900               | 1910               | 1921               | 1931               | 1948               | 1953               | 1961               | 1971               | 1981               | 1991               | 2001               | 2011               |
| 627                | 712                | 689                | 813                | 825                | 820                | 834                | 940                | 973                | 983                | 1.067              | 1.099              | 1.130              | 1.216              | 1.296              | 1.254              |

## Nevezetességei
Szent Vid tiszteletére szentelt római katolikus temploma négyszög alaprajzú, egyhajós, klasszicista stílusú épület. A félköríves szentélyhez nyugatról csatlakozik az 1997-ben épített sekrestye. A harangtorony a déli főhomlokzat felett áll. A hajó csehsüveg boltozatos, a kórus a déli homlokzathoz illeszkedik. A főoltár Szent Vid, a mellékoltárok Illés próféta és Szent Rókus tiszteletére vannak szentelve. A templom 1847 és 1850 között épült, főoltárát 1882-ben építették. 1893-ban az épületet teljesen megújították, utolsó felújítása 1997-ben történt.